# Městské muzeum Žirovnice
Městské muzeum Žirovnice je muzeum v Žirovnici, je zřizováno městem Žirovnice a jeho součástí je zámek, pivovar a špýchar. Zámek byl zakoupen do majetku města od Šternberků v roce 1910, mezi lety 1972 a 1992 byl rekonstruován a od roku 1992 je přístupný veřejnosti. Další rekonstrukcí prošel v roce 2007 špýchar a v mezi lety 2009 a 2011 i pivovar. Muzeum získalo třetí místo v soutěži Gloria musealis za rok 2011 a to v kategorii Muzejní počin roku 2011. Muzejním počinem byl projekt Revitalizace zámeckého pivovaru – Knoflíkářské muzeum.

## Expozice
V objektech muzea je několik expozic.

### Zámek

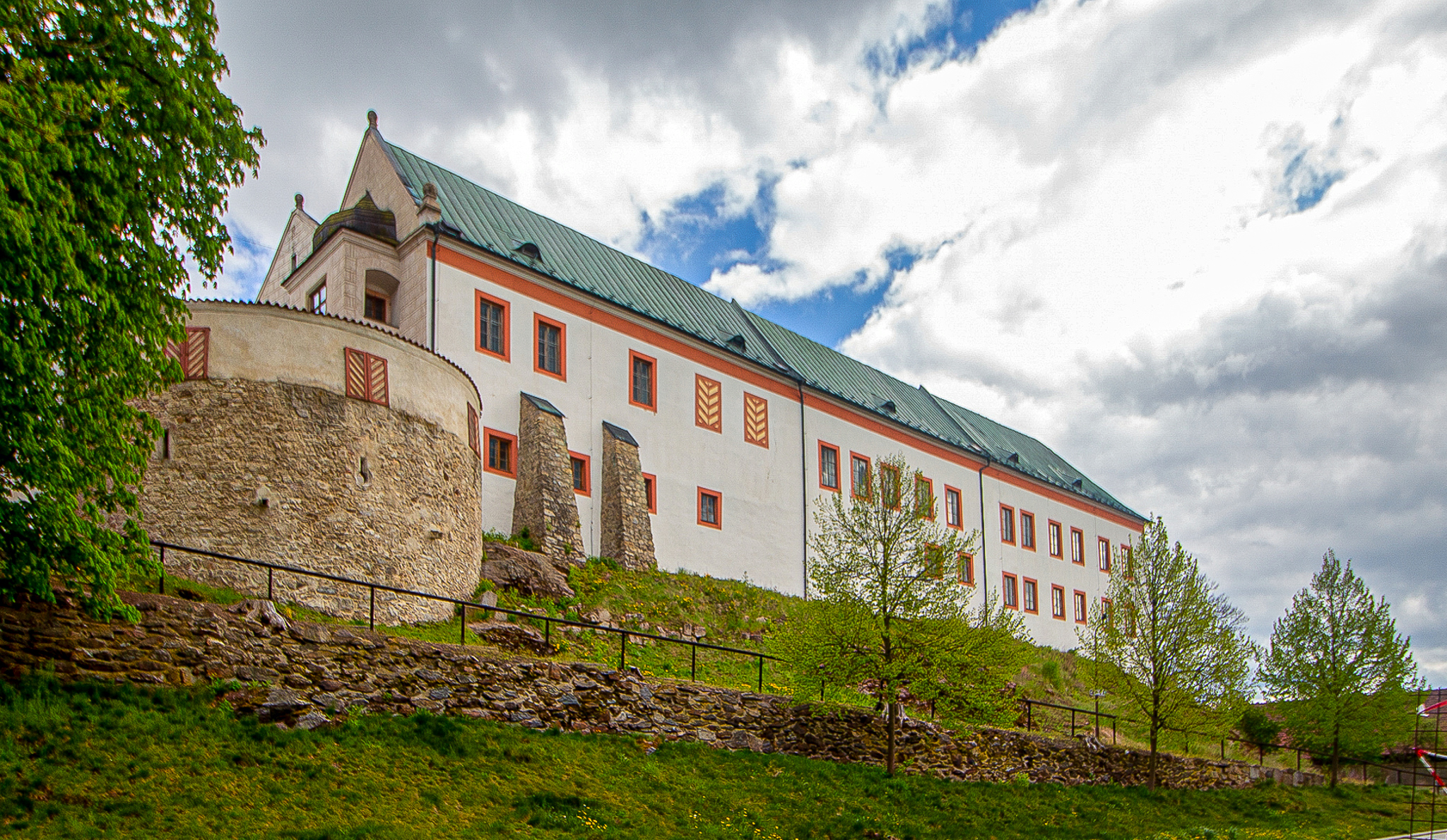
Žirovnický zámek

Na zámku jsou uvedeny čtyři expozice.

#### Květiny na šlechtickém sídle
Expozice s názvem Květiny na šlechtickém sídle je uvedena v několika místnostech zámku a zabývá se expozicí nábytkových interiérů s důrazem na květinovou výzdobu. Byla připravena v roce 2011. Součástí expozic jsou místnosti: ložnice, hudební salonek, pokojík komorné, jídelna, dámský salon, pánský salon a badatelna.

#### Expozice sálů s nástěnnými gotickými freskami z 15. století
V několika místnostech zámku jsou odkryty nástěnné malby s freskami, mimo jiné v kapli, kde fresky mají pocházet z roku 1490, odkryty byly na konci 19. století. Další fresky mají být skryty pod malbami v dalších částech zámku.

#### Galerie Jana Havlíka
V galerii Jana Havlíka jsou uvedena díla několika autorů, mimo jiné akademického malíře Jana Havlíka, sochaře Karla Hlavy, grafika Pavla Roučky, ilustrátora a akademického malíře Františka Severy a dalších.

#### Galerie Eva
V galerii Evy Beránkové jsou uvedena díla malířů z Vysočiny, primárně z Pelhřimova, Humpolce, Jihlavy, Žďáru nad Sázavou a z Prahy. Autoři děl jsou mimo jiné Jiří Mádlo, Jan Rathsam a další.

### Špýchar
Špýchar byl postaven v roce 1707, později byl využíván jako sýpka a později jako sklad nepotřebných věcí. V roce 2007 došlo k rekonstrukci a přeměnu na výstavní prostor. Ve špýcharu je uvedena expozice venkovských tradic a řemesel. Expozice jsou umístěny ve třech podlažích bývalé sýpky, kde v prvním podlaží jsou uvedeny větší zemědělské stroje, v druhém podlaží předměty užívané k běžným činnostem a ve třetím podlaží je uvedena běžná venkovská světnice. Součástí expozice je i keramický betlém s 700 figurami.

### Pivovar

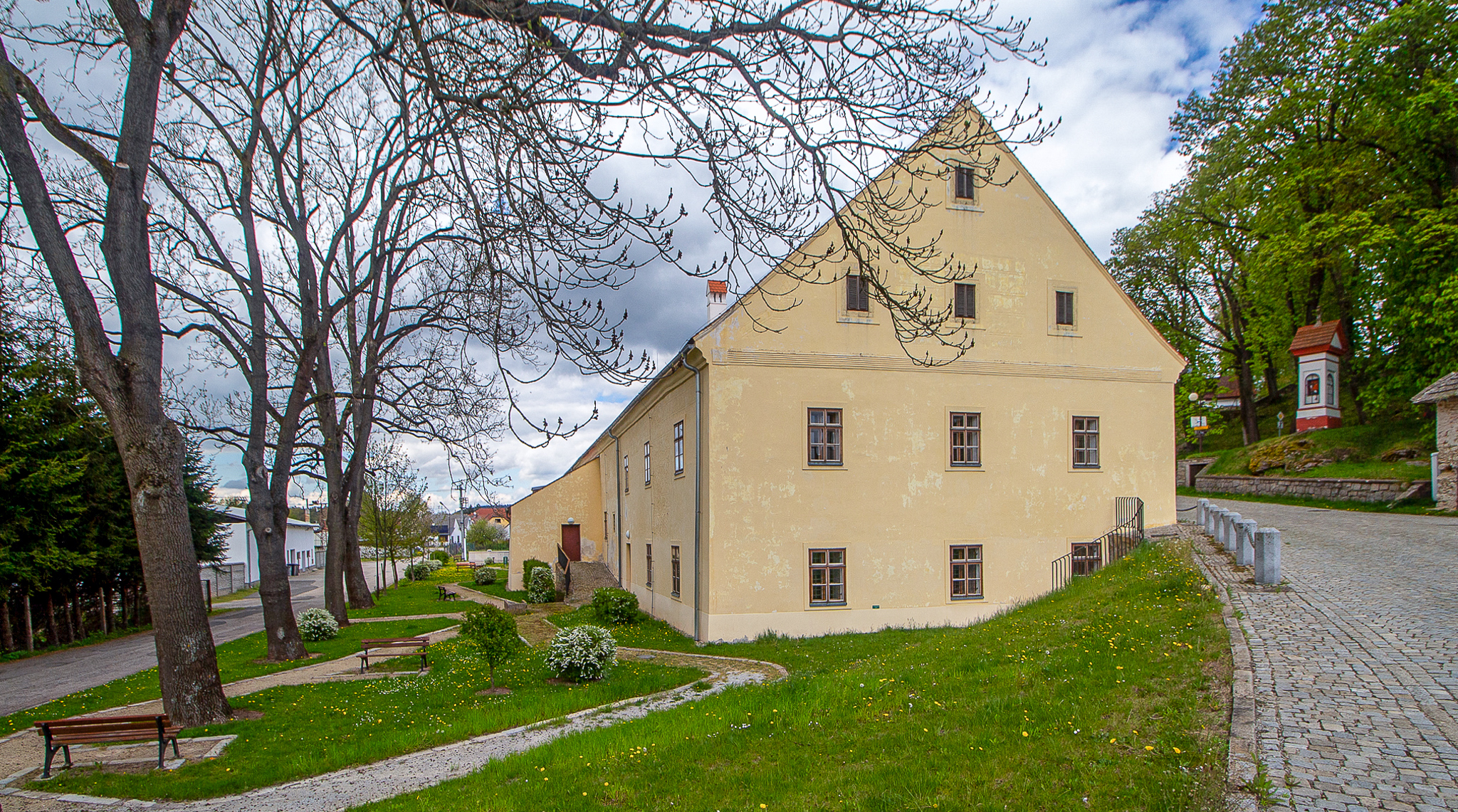
Revitalizovaná budova pivovaru

Pivovar byl využíván k výrobě piva do roku 1858, později byl přeměněn na hostinec, sokolovnu s tělocvičnou a byty. V roce 2007 bylo rozhodnuto o rekonstrukci s využitím evropských dotací, rekonstrukce proběhla mezi lety 2007–2009. Rekonstrukce byla provedena nákladem 36 milionů Kč.

#### Expozice Knoflíkářství a perleti
Historie knoflíkářství a perleti v Žirovnici započala v roce 1863, kdy Josef Žampach přišel do Žirovnice a začal vyrábět knoflíky z perleti. Knoflíkářství je prezentováno v několika místnostech pivovaru, kdy jsou uvedeny příklady z podmořského světa, perleťářské stroje z poloviny 19. století, perleťářské stroje z 20. století, šperky z perleti a další sbírkové předměty.

#### Expozice šicích strojů
Expozice šicích strojů je vystavena v několika místnostech bývalého pivovaru, její součástí je více než 180 šicích strojů ze sbírky Jiřího Vetýšky z Jindřichova Hradce.

#### Expozice pivovarnictví
Součástí expozice věnované pivovarnictví a minipivovarnictví jsou ukázky části hvozdu, na němž se sušil slad, vozíky na obilí, plnicí zařízení, sbírku pivních lahví a další sbírkové předměty. Pivo se v pivovaru vařilo do roku 1858, kdy zemřel původní majitel pivovaru Leopold Šternberk, pivovar měl být postaven snad v 16. století.